# Egyō
Egyō (Nhật: 恵慶 (Huệ Khánh)) là nhà thơ waka Nhật Bản vào giữa thời kỳ Heian. Một trong những bài thơ của ông nằm trong tập thơ nổi tiếng Ogura Hyakunin Isshu. Tập thơ cá nhân của ông mang tên Egyō-hōshi-shū, và ông là một trong Ba mươi sáu ca tiên.

## Tiểu sử
Mặc dù năm sinh năm mất của ông đều không rõ, nhưng ông có sức ảnh hưởng lớn trong thời kỳ Kanna vào khoảng giữa thập niên 980. Tên của ông hay được gọi thành Ekei.

## Thơ pháp sư Egyō
Năm mươi sáu bài thơ của ông là nằm trong tập thơ Nijūichidaishū từ tập Shūi Wakashū ( Thập Di Tập) trở đi.
Cùng với Anpō (安法), ông là một nhân vật trung tâm của Kawara-no-in (河原院) và giao du thân thiết với các nhân vật hàng đầu đương thời như Kiyohara no Motosuke (tác giả bài 42) và Taira no Kanemori (tác giả bài 40).
Đây là bài thơ được đánh số 47 trong tập thơ Ogura Hyakunin Isshu được biên tập bởi Fujiwara no Teika.
| Nguyên văn:                                              | Phiên âm:                                                                  | Dịch thơ: | Diễn ý: |
| -------------------------------------------------------- | -------------------------------------------------------------------------- | --- | --- |
| 八重葎 しげれる宿の さびしきに 人こそみえね 秋は来にけり | Yaemugura Shigereru yado no Sabishiki ni Hito koso miene Aki wa ki ni keri | Cỏ chen dày mấy lớp, Dinh xưa giờ bỏ hoang. Chân người dù thưa vắng, Heo may còn ghé ngang. (ngũ ngôn) Dinh thưa cỏ lấp thanh u, Người đâu? Chỉ thấy gió thu tìm về. (lục bát) | Căn nhà mà cỏ dại như dây leo mugura mọc xen dày tám lớp, Chốn buồn bã như vậy. Không bóng người ghé qua thăm Nhưng đó là nơi làn gió thu tìm đến. |

### Xuất xứ
Shūi Wakashū ( Thập Di Tập), thơ Thu, bài 140.

### Hoàn cảnh ra đời:
Lời thuyết minh trong Shūi Wakashū cho biết đây là bài thơ vịnh phong cảnh hoang vu của Kawara no In, ngôi dinh thự huy hoàng một thời của Tả đại thần Kawara tức con người hào hoa Minamoto no Tōru (822-895, tác giả bài 14). Dinh thự ấy ở phường số sáu trong tỉnh Kyōto, phía tây sông Kamo, là công trình kiến trúc mô phỏng theo cảnh sắc thiên nhiên miền Michinoku vùng Đông Bắc. Sau khi đại thần chết đi, dinh ấy trở thành hoang phế, có cả chuyện hồn ma của ông hiện về quấy nhiễu.. Sinh thời Egyō, nơi ấy là chỗ nương náu của Pháp Sư Anō ( An Pháp) và là chốn hội họp của các văn nhân tài tử. Nó còn được dùng làm mẫu để tả ngôi đình viện Nanigashi hư cấu ở chương nói về người đẹp ma quái Yuugao trong Truyện kể Genji.

### Đề tài
Cảnh ảm đạm khi làn gió thu thổi qua ngôi dinh thự giờ đã hoang phế
Dinh cơ một thời huy hoàng thanh lịch của Tả đại thần Kawara cùng với "thời lưu sự biến" nay đã trở thành chốn hoang vu, không một bóng người. Duy làn gió thu là còn nhớ hẹn, hàng năm tới thăm thôi. Từ thời Kokin-shuu, mùa thu đã trở thành tượng trưng cho nỗi buồn như ta đã thấy qua những bài 5 và 23. Chỉ có nơi tịch mịch mà cỏ dại và giống giây leo mugura bò lan, làn gió thu mới tìm đến để tăng thêm cảm giác thê lương ảm đạm. Hito...koso, aki wa... "Người thì...chỉ có mùa thu..." là hai vế tương phản, sử dụng kỹ thuật nhân cách hóa, có hiệu quả làm nổi bật sự hoang vắng của cảnh sắc nơi đó.Trợ động từ keri ở cuối bài với nghĩa "lần đầu tiên mới nhận ra" hàm ý thương cảm.

## Tôn giáo
Ông xuất thân là thầy giảng Kinh phật ở Kokubun-ji, chùa hộ quốc của nhà nước vùng Harima (nay gần Kobe).

## Đường dẫn ngoài
- McMillan, Peter. Năm 2010 (Bản in đầu, Năm 2008). Một Trăm Nhà Thơ, Mỗi Vị Một Thơ. New York: Nhà xuất bản Đại Học Columbia. (tiếng Anh)
- Suzuki Hideo, Yamaguchi Shin'ichi, Yoda Yasushi. Năm 2009 (Bản in đầu, Năm 1997). Genshoku: Ogura Hyakunin Isshu. Tokyo: Bun'eidō. (tiếng Nhật)
- Một trăm bài thơ Nhật Bản cổ (Hyakunin-isshu), biên dịch bởi William N. Porter, 1909, tại trang sacred-texts.com (tiếng Anh)
- Ogura Hyakunin Isshu, biên dịch bởi chimviet.free.fr Lưu trữ ngày 22 tháng 12 năm 2016 tại Wayback Machine